# Sphaeroderus multicarinatus
Sphaeroderus multicarinatus är en skalbaggsart som beskrevs av Darlington 1931. Sphaeroderus multicarinatus ingår i släktet Sphaeroderus och familjen jordlöpare. Inga underarter finns listade i Catalogue of Life.